# Nový vrch (Belianské Tatry)
Nový vrch o nadmořské výšce 1999 m je jedním ze čtyř nejvyšších vrcholů západního hřebene Belianských Tater.
Je složen z vápencových skal a má tři vrcholy, přičemž nejvyšší je severní. Nenachází se na hlavním hřebeni, ale na rameni, které z něj vybíhá severním směrem. Název hory pochází od pastvin v Nové dolině, k vrcholu přiléhajícím.
Nový vrch byl již odedávna známý pytlákům a pastýřům. V jeho okolí se nachází několik menších jeskyní, ve kterých byly nalezeny pozůstatky zvířat z doby ledové.